# Lieja-Bastogne-Lieja 1981
La Lieja-Bastogne-Lieja 1981 fou la 67a edició de la clàssica ciclista Lieja-Bastogne-Lieja. La cursa es va disputar el diumenge 19 d'abril de 1981, sobre un recorregut de 244 km.
En un principi vencedor final fou el neerlandès Johan van der Velde, per davant de Josef Fuchs i Stefan Mutter. Però més tard fou desqualificat i la victòria passa a Fuchs.

## Classificació general
|     | Ciclista            | Equip                   | Temps      |
| --- | ------------------- | ----------------------- | ---------- |
| DSQ | Johan van der Velde | TI-Raleigh-Creda        | 6h 56' 00" |
| 1   | Josef Fuchs         | Cilo-Aufina             | m. t.      |
| 2   | Stefan Mutter       | Cilo-Aufina             | + 50"      |
| 3   | Ludo Peeters        | TI-Raleigh-Creda        | m. t.      |
| 4   | Guido Van Calster   | Splendor-Wickes         | + 2'00"    |
| 5   | Eddy Schepers       | DAF Trucks-Cote d'Or    | m. t.      |
| 6   | Rudy Pevenage       | Capri Sonne-Koga Miyata | + 2'54"    |
| 7   | Bert Oosterbosch    | TI-Raleigh-Creda        | m. t.      |
| 8   | Gerrie Knetemann    | TI-Raleigh-Creda        | m. t.      |
| 9   | Frits Pirard        | Boule d'Or-Sunair       | m. t.      |